# Kévin Ledanois
Kévin Ledanois (* 13. Juli 1993 in Noisy-le-Sec) ist ein ehemaliger französischer Radrennfahrer.

## Sportlicher Werdegang
Als Stagiaire gewann Ledanois im Jahr 2014 mit dem Eintagesrennen Tour du Jura seinen ersten Wettbewerb des internationalen Kalenders. Im nächsten Jahr erhielt er einen Vertrag beim damaligen Professional Continental Team Bretagne-Séché Environnement, für das er bis zu seinem Karriereende ohne Unterbrechung an den Start ging.
Im Jahr 2015 gewann er nach einer Attacke kurz vor dem Ziel das U23-Straßenrennen der Weltmeisterschaften von Richmond, wobei er sich mit einem knappen Vorsprung ins Ziel rettete. Bei der Classic Loire-Atlantique stand er ein Jahr später als Dritter auf dem Podest. Mit der Tour de France 2018 bestritt er seine erste Grand Tour und übernahm durch einen Ausreißversuch auf der 1. Etappe das Gepunktete Trikot des Führenden in der Bergwertung. Obwohl ihm als Profi keine persönlich zählbaren Erfolge gelangen, genoss er mit seinem Einsatz für das Team Anerkennung als road captain und Mentor für jüngere Fahrer. Nachdem er drei Mal die Tour de France und einmal die Vuelta a España bestritten hatte, beendete er am 15. August 2024 seine Karriere im Alter von 31 Jahren.

## Familie
Kévin Ledanois ist der Sohn von Yvon Ledanois, ehemaliger Radrennfahrer unter anderem mit einem Etappensieg bei der Vuelta a España 1997 und heute (2023) Sportlicher Leiter im Movistar Team.

## Erfolge
2014
- Tour du Jura

2015
- Weltmeister – Straßenrennen (U23)

## Grand-Tour-Platzierungen
| Grand Tour            | 2018 | 2019 | 2020 | 2021 | 2022 | 2023 |
| --------------------- | ---- | ---- | ---- | ---- | ---- | ---- |
| Giro d’ItaliaGiro     | –    | –    | –    | –    | –    | –    |
| Tour de FranceTour    | 96   | 103  | 102  | –    | –    | –    |
| Vuelta a EspañaVuelta | –    | –    | –    | –    | –    | 103  |